# Hoplia trifasciata
Hoplia trifasciata är en skalbaggsart som beskrevs av Thomas Say 1823. Hoplia trifasciata ingår i släktet Hoplia och familjen Melolonthidae. Inga underarter finns listade i Catalogue of Life.